# Harzer Baudensteig
Der Harzer Baudensteig ist ein knapp 100 km langer, ausgeschilderter und markierter Wanderweg im Landkreis Göttingen in Niedersachsen.

## Beschreibung
Der im Jahr 2010 neu geschaffene Weg führt von Bad Grund (Harz) bis zum Kloster Walkenried durch die Berge und Wälder des Südharzes. Der Weg besteht aus mehreren Etappen, die jeweils von einem Ort zu einer auf einem Berg liegenden Baude (Berggaststätte) und dann weiter zum nächsten Ort führen. Der höchstgelegene Punkt des Baudensteigs ist die Hanskühnenburg mit 811 m über NHN. Ergänzend gehören auch einige Rundwanderwege zum Baudensteig. Es bestehen zahlreiche Übernachtungsmöglichkeiten, da der Weg durch viele Orte führt: Bad Grund, Lerbach, Riefensbeek-Kamschlacken, Sieber, Bad Lauterberg, Bad Sachsa, Wieda, Zorge und Walkenried.

## Bauden
- Iberger Albertturm
- Hanskühnenburg
- Großer Knollen
- Hausberg (bei Bad Lauterberg)
- Bismarckturm
- Dombrowsky's Baude am Wiesenbeker Teich
- Bahnhof Stöberhai
- Ravensberg
- Einhornhöhle
- Burgruine Scharzfels

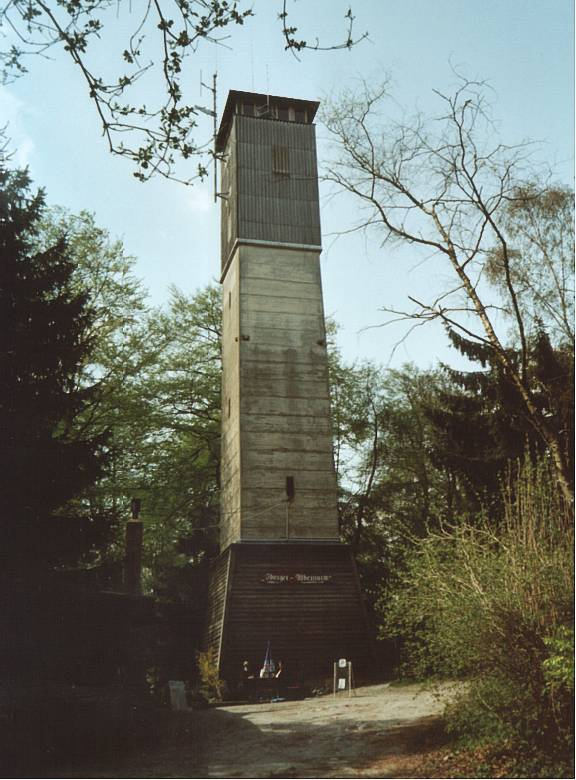
Iberger Albertturm
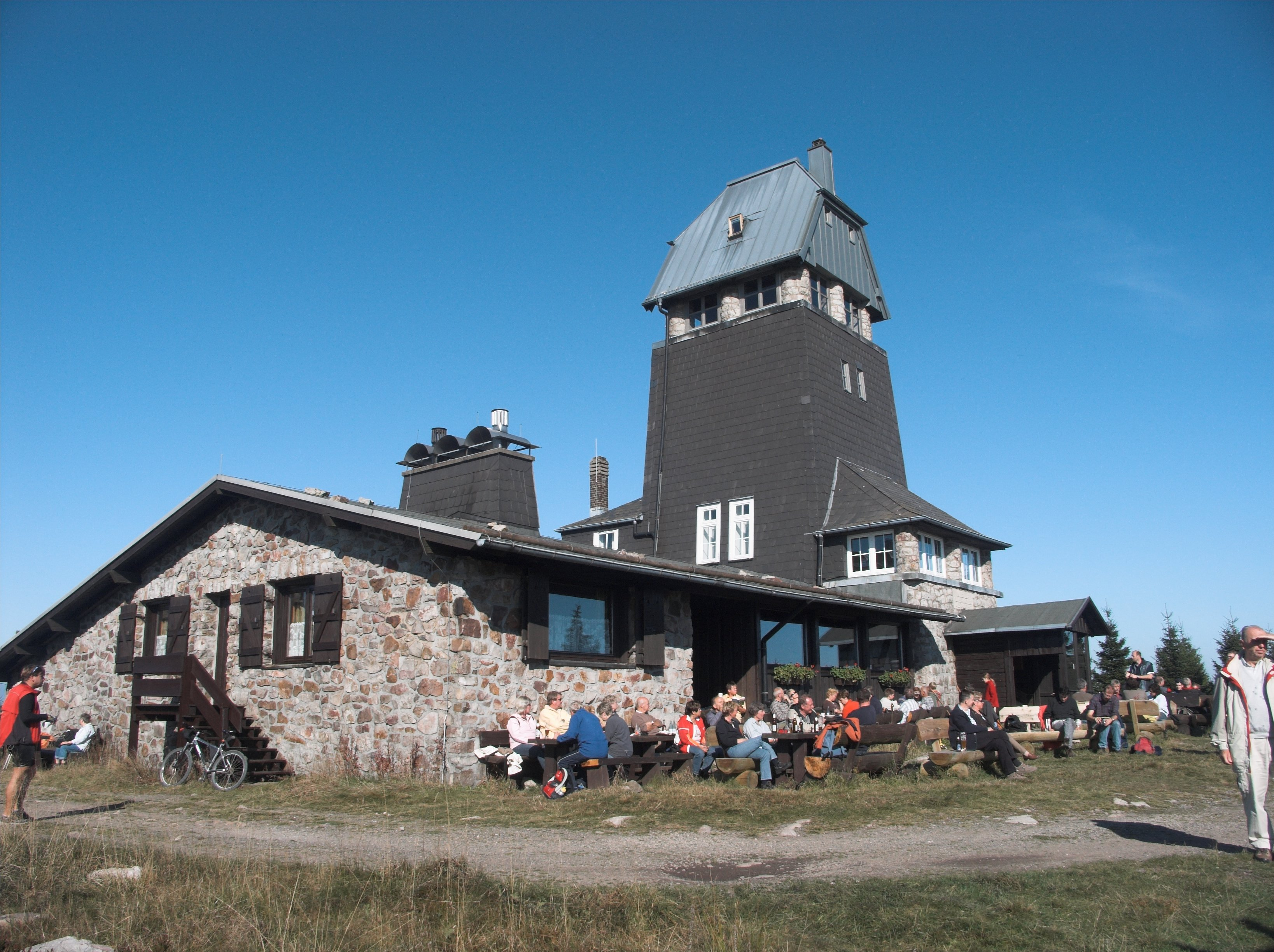
Hanskühnenburg
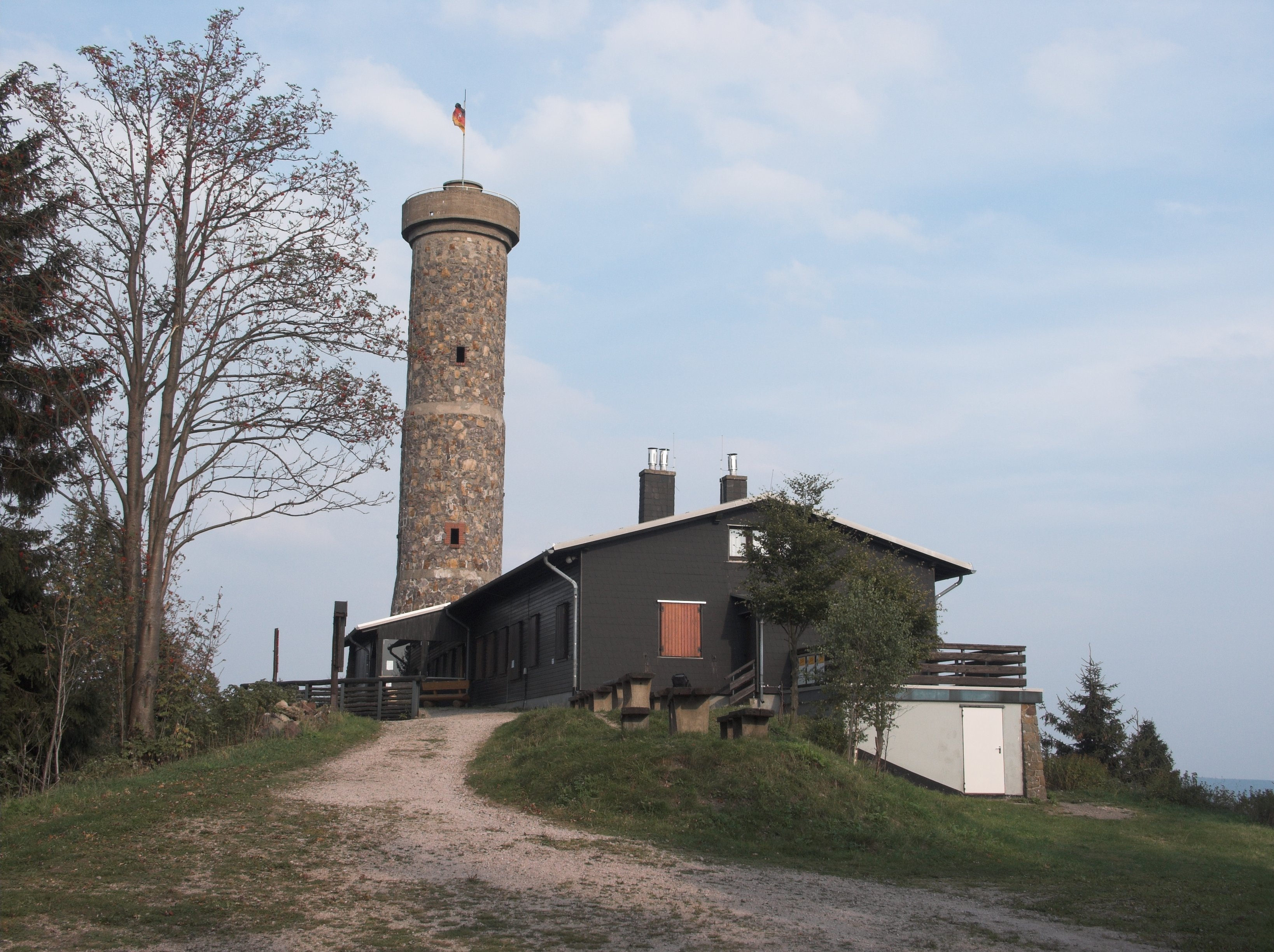
Großer Knollen
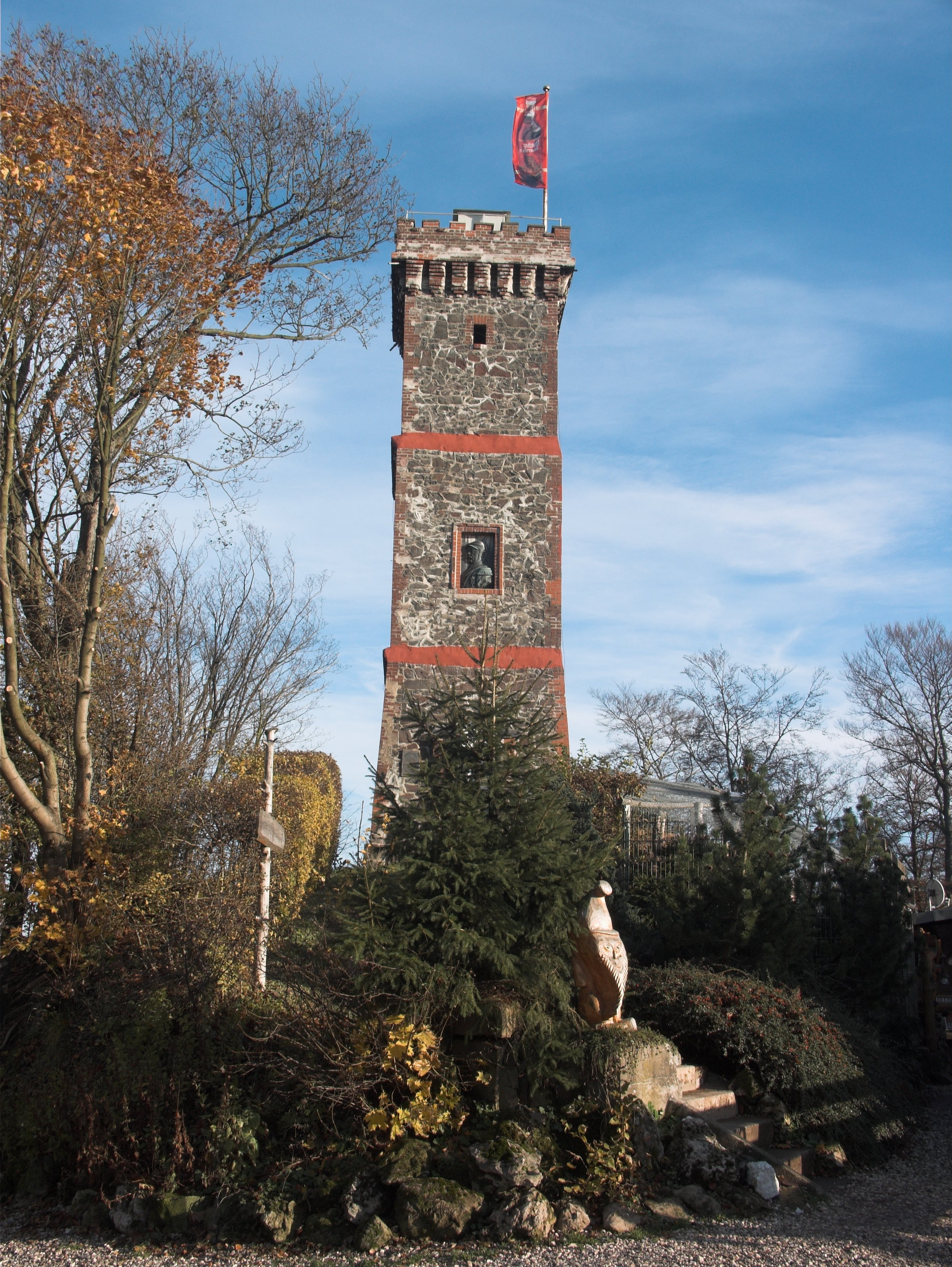
Bismarckturm

## Etappen und Rundwanderwege
Auf der offiziellen Webseite werden folgende Etappen vorgeschlagen:
- Etappe 1: Bad Grund – Iberger Albertturm – Lerbach (21,9 km, 724 Höhenmeter)
- Etappe 2: Lerbach – Hanskühnenburg – Sieber (18,8 km, 751 Höhenmeter)
- Etappe 3: Sieber – Großer Knollen – Bad Lauterberg (14,7 km, 731 Höhenmeter)
- Etappe 4: Bad Lauterberg – Bismarckturm – Hausberg – Wiesenbeker Teich – Bad Sachsa (11,2 km, 556 Höhenmeter)
- Etappe 5: Bad Sachsa – Bahnhof Stöberhai – Wieda (13,4 km, 471 Höhenmeter)
- Etappe 6: Wieda – Walkenried (16,7 km, 500 Höhenmeter)

Daneben sind folgende Tagesrundtouren separat ausgeschildert:
- Nr. 1: Bad Grund (7,6 km, 351 Höhenmeter)
- Nr. 2: Lerbach (9,3 km, 542 Höhenmeter)
- Nr. 3: Riefensbeek – Hanskühnenburg – Riefensbeek (17,1 km, 613 Höhenmeter)
- Nr. 4: Sieber (11,3 km, 578 Höhenmeter)
- Nr. 5: Scharzfeld (18,5 km, 518 Höhenmeter)
- Nr. 6: Wieda – Stöberhai – Wieda (8,5 km, 364 Höhenmeter)

## Mountainbike
Für gut trainierte Mountainbiker ist es möglich, den gesamten Baudensteig an einem Tag zu befahren. Die Strecke ist 96,7 km lang und hat 3733 Höhenmeter, oder in Gegenrichtung von Walkenried nach Bad Grund 3804 Höhenmeter. Der Baudensteig enthält relativ viele Singletrails.